# Hôtel de ville de Bourg-en-Bresse
L'hôtel de ville de Bourg-en-Bresse est l'actuelle mairie de Bourg-en-Bresse dans l'Ain.

## Description
La façade est de style néoclassique avec des ferronneries. Sur la fronton triangulaire est apposé le blason de la ville. À côté de la fenêtre de droite se trouve un cadran solaire inspiré par Lalande, astronome né dans la ville, qui fut redessiné en 1982. 
Les deux fontaines de part et d'autre de la porte d'entrée ont été sculptées par Jean-Marie Fyot, sculpteur dijonnais.

## Historique
L'hôtel de ville date du XVIIIes, l'édifice étant bâti entre 1761 et 1771. La façade de l'hôtel de ville sur la place fait l’objet d’une inscription au titre des monuments historiques depuis le 4 octobre 1932. 